# F3F
Avionul de vânătoare F3F a fost un avion de vânătoare monoloc al SUA fabricat de Grumman cu decolare și aterizare pe uscat sau pe portavioane dezvoltat pe baza avionului de vânătoare F2F. A fost mult inferior în comparație cu avioanele contemporane. A fost exportat în Finlanda, Belgia, Marea Britanie și Olanda, doar finlandezii fiind mulțumiți de performanțele acestuia avion, având o rată de succes de 32:1 față de avioanele sovietice, finlandezii producând cu Buffalo 36 de ași.
Când Al Doilea Război Mondial a început în Pacific s-a dovedit repede că nu poate face față avioanelor de vânătoare japoneze Mitsubishi A6M Zero al Marinei și Nakajima Ki-43 "Oscar" al Armatei.
Britanicii au încercat să crească performanțele avionului îndepărtând muniție și combustibil, montând arme mai ușoare, dar diferența nu a fost prea mare.
În Bătălia de la Midway varianta F2A-3 datorită prestației slabe față de Zerourile japoneze era numit de piloții americani "flying coffins/sicrie zburătoare", dar trebuie menționat și faptul că F2A-3 era semnificatif inferior variantei F2A-2 utilizat de Navy înainte de izbucnirea războiului

## Mai vezi

### Avioane asemănătoare
- Avia B–534
- BF2C Goshawk
- F11C Goshawk
- Fiat CR.32
- Fiat CR.42
- Gloster Gladiator
- Polikarpov I–15
- Polikarpov I–153